# Le Joueur d'échecs (film, 1927)
Pour les articles homonymes, voir Le Joueur d'échecs (homonymie).
Pour plus de détails, voir Fiche technique et Distribution.
Le Joueur d'échecs est un film muet français réalisé par Raymond Bernard, sorti en 1927.

## Synopsis
Pour venir en aide à un ami polonais qui lutte contre la Russie, le baron de Kempelen dissimule celui-ci dans le corps d'un automate « joueur d'échecs » qu'il a fabriqué. Catherine II dispute une partie d'échecs contre l'automate et la perd. Par dépit elle ordonne alors l'exécution de la machine. Le baron parvient à faire évader son ami mais il prend sa place et tombe sous le feu du peloton.

## Fiche technique
- Titre : Le Joueur d'échecs
- Réalisation : Raymond Bernard, assisté de Jean Hémard
- Scénario : Raymond Bernard et Jean-José Frappa, adapté du roman d'Henry Dupuy-Mazuel
- Direction artistique : Jean Perrier
- Costumes : Eugène Lourié
- Photographie : Marc Bujard, Willy Faktorovitch, Joseph-Louis Mundwiller
- Décors : Robert Mallet-Stevens[1] et constructions de Jean Pierrer au studio des Réservoirs de Joinville-le-Pont[2]
- Musique : Henri Rabaud
- Régie artistique : Lily Julel
- Effets spéciaux : W. Percy Day
- Société de production : Les Films historiques
- Langue : film muet avec les intertitres  en français
- Format : Noir et blanc — 35 mm — 1,33:1 — Muet
- Genre : Film dramatique, Film fantastique
- Durée : 135 minutes (2 h 15)
- Date de sortie : 
  - France : 20 juillet 1927

## Distribution
- Pierre Blanchar : Boleslas Vorowski
- Charles Dullin : Baron von Kempelen
- Édith Jéhanne : Sophie Novinska
- Camille Bert : Maj. Nicolaieff
- Pierre Batcheff : Prince Serge Oblomoff
- Marcelle Charles-Dullin : Catherine II
- Jacky Monnier : Wanda
- Armand Bernard : Roubenko
- Alexiane : Olga
- Pierre Hot : Roi Poniatowski
- Jaime Devesa : Prince Orloff
- Fridette Fatton : Pola
- Albert Préjean (non crédité)